# Family Circle Cup 1999 - Qualificazioni singolare
Le qualificazioni del singolare  del Family Circle Cup 1999 sono state un torneo di tennis preliminare per accedere alla fase finale della manifestazione. I vincitori dell'ultimo turno sono entrati di diritto nel tabellone principale. In caso di ritiro di uno o più giocatori aventi diritto a questi sono subentrati i lucky loser, ossia i giocatori che hanno perso nell'ultimo turno ma che avevano una classifica più alta rispetto agli altri partecipanti che avevano comunque perso nel turno finale.

## Giocatrici

### Teste di serie
1. n.a.
2. Lilia Osterloh (qualificata)
3. Tat'jana Panova (qualificata)
4. Nicole Pratt (primo turno)

1. Larisa Neiland (ultimo turno, Lucky Loser)
2. Christína Papadáki (ultimo turno)
3. Jana Nejedly (primo turno)
4. Raluca Sandu (primo turno)
5. Emmanuelle Gagliardi (qualificata)

### Qualificate
1. Emmanuelle Gagliardi
2. Elena Makarova
3. Paola Suárez
4. Alexandra Stevenson

1. Adriana Gerši
2. Tat'jana Panova
3. Sandra Cacic
4. Lilia Osterloh

#### Lucky Loser
1. Larisa Neiland

## Tabellone qualificazioni

### Legenda
| - Q = Qualificato - WC = Wild card - LL = Lucky loser | - ALT = Alternate - SE = Special Exempt - PR = Protected Ranking | - w/o = Walkover - r = Ritirato - d = Squalificato |

### Sezione 1
|  | Primo turno        | Primo turno           | Primo turno           | Primo turno | Primo turno |  |  | Ultimo turno | Ultimo turno         | Ultimo turno         | Ultimo turno | Ultimo turno |  |
|  |                    |                       |                       |             |             |  |  |              |                      |                      |              |              |  |
|  | 9                  | Emmanuelle Gagliardi  | Emmanuelle Gagliardi  | 6           | 6           |  |  |              |                      |                      |              |              |  |
|  |                    | Evgenija Kulikovskaja | Evgenija Kulikovskaja | 1           | 3           |  |  | 9            | Emmanuelle Gagliardi | Emmanuelle Gagliardi | 6            | 6            |  |
|  | Mashona Washington | Mashona Washington    | Mashona Washington    | 6           | 6           |  |  |              | Mashona Washington   | Mashona Washington   | 4            | 3            |  |
|  | Radka Zrubáková    | Radka Zrubáková       | Radka Zrubáková       | 4           | 1           |  |  |              |                      |                      |              |              |  |

### Sezione 2
|  | Primo turno | Primo turno     | Primo turno     | Primo turno | Primo turno |  |  | Ultimo turno | Ultimo turno   | Ultimo turno | Ultimo turno | Ultimo turno |  |
|  |             |                 |                 |             |             |  |  |              |                |              |              |              |  |
|  | WC          | Jessica Steck   | Jessica Steck   | 3           | 64          |  |  |              |                |              |              |              |  |
|  |             | Elena Makarova  | Elena Makarova  | 6           | 7           |  |  |              | Elena Makarova | 3            | 6            | 6            |  |
|  |             | Samantha Reeves | Samantha Reeves | 5           | 5           |  |  | 5            | Larisa Neiland | 6            | 3            | 4            |  |
|  | 5           | Larisa Neiland  | Larisa Neiland  | 7           | 7           |  |  |              |                |              |              |              |  |

### Sezione 3
|  | Primo turno  | Primo turno  | Primo turno  | Primo turno | Primo turno |  |  | Ultimo turno | Ultimo turno | Ultimo turno | Ultimo turno | Ultimo turno |  |
|  |              |              |              |             |             |  |  |              |              |              |              |              |  |
|  | 4            | Nicole Pratt | Nicole Pratt | 3           | 2           |  |  |              |              |              |              |              |  |
|  |              | Paola Suárez | Paola Suárez | 6           | 6           |  |  | Paola Suárez | Paola Suárez | Paola Suárez | 6            | 6            |  |
|  | Karin Miller | Karin Miller | 6            | 2           | 7           |  |  | Karin Miller | Karin Miller | Karin Miller | 0            | 1            |  |
|  | Lori McNeil  | Lori McNeil  | 2            | 6           | 62          |  |  |              |              |              |              |              |  |

### Sezione 4
|  | Primo turno         | Primo turno         | Primo turno         | Primo turno | Primo turno |  |  | Ultimo turno | Ultimo turno        | Ultimo turno | Ultimo turno | Ultimo turno |  |
|  |                     |                     |                     |             |             |  |  |              |                     |              |              |              |  |
|  | Mariana Díaz Oliva  | Mariana Díaz Oliva  | Mariana Díaz Oliva  | 62          | 5           |  |  |              |                     |              |              |              |  |
|  | Alexandra Stevenson | Alexandra Stevenson | Alexandra Stevenson | 7           | 7           |  |  |              | Alexandra Stevenson | 6            | 4            | 6            |  |
|  | WC                  | Irina Seljutina     | Irina Seljutina     | 7           | 6           |  |  | WC           | Irina Seljutina     | 3            | 6            | 4            |  |
|  | 7                   | Jana Nejedly        | Jana Nejedly        | 62          | 1           |  |  |              |                     |              |              |              |  |

### Sezione 5
|  | Primo turno | Primo turno      | Primo turno      | Primo turno | Primo turno |  |  | Ultimo turno     | Ultimo turno     | Ultimo turno | Ultimo turno | Ultimo turno |  |
|  |             |                  |                  |             |             |  |  |                  |                  |              |              |              |  |
|  | 8           | Raluca Sandu     | Raluca Sandu     | 2           | 3           |  |  |                  |                  |              |              |              |  |
|  |             | Aleksandra Olsza | Aleksandra Olsza | 6           | 6           |  |  | Aleksandra Olsza | Aleksandra Olsza | 6            | 4            | 4            |  |
|  |             | Adriana Gerši    | Adriana Gerši    | 6           | 6           |  |  | Adriana Gerši    | Adriana Gerši    | 3            | 6            | 6            |  |
|  | WC          | Julie Scott      | Julie Scott      | 0           | 1           |  |  |                  |                  |              |              |              |  |

### Sezione 6
|  | Primo turno           | Primo turno           | Primo turno           | Primo turno | Primo turno |  |  | Ultimo turno | Ultimo turno          | Ultimo turno | Ultimo turno | Ultimo turno |  |
|  |                       |                       |                       |             |             |  |  |              |                       |              |              |              |  |
|  | Jana Kandarr          | Jana Kandarr          | Jana Kandarr          | 2           | 4           |  |  |              |                       |              |              |              |  |
|  | Adriana Serra Zanetti | Adriana Serra Zanetti | Adriana Serra Zanetti | 6           | 6           |  |  |              | Adriana Serra Zanetti | 6            | 4            | 5            |  |
|  |                       | Pavlina Stoyanova     | Pavlina Stoyanova     | 3           | 3           |  |  | 3            | Tat'jana Panova       | 3            | 6            | 7            |  |
|  | 3                     | Tat'jana Panova       | Tat'jana Panova       | 6           | 6           |  |  |              |                       |              |              |              |  |

### Sezione 7
|  | Primo turno  | Primo turno        | Primo turno  | Primo turno | Primo turno |  |  | Ultimo turno | Ultimo turno       | Ultimo turno | Ultimo turno | Ultimo turno |  |
|  |              |                    |              |             |             |  |  |              |                    |              |              |              |  |
|  | 6            | Christína Papadáki | 7            | 1           | 7           |  |  |              |                    |              |              |              |  |
|  | Alt          | Larissa Schaerer   | 65           | 6           | 62          |  |  | 6            | Christína Papadáki | 6            | 4            | 2            |  |
|  | Sandra Cacic | Sandra Cacic       | Sandra Cacic | 6           | 6           |  |  |              | Sandra Cacic       | 4            | 6            | 6            |  |
|  | Tina Križan  | Tina Križan        | Tina Križan  | 3           | 4           |  |  |              |                    |              |              |              |  |

### Sezione 8
|  | Primo turno     | Primo turno     | Primo turno     | Primo turno | Primo turno |  |  | Ultimo turno | Ultimo turno   | Ultimo turno | Ultimo turno | Ultimo turno |  |
|  |                 |                 |                 |             |             |  |  |              |                |              |              |              |  |
|  | Nadia Petrova   | Nadia Petrova   | Nadia Petrova   | 6           | 6           |  |  |              |                |              |              |              |  |
|  | Sandra Kleinová | Sandra Kleinová | Sandra Kleinová | 3           | 3           |  |  |              | Nadia Petrova  | 1            | 6            | 1            |  |
|  |                 | Tathiana Garbin | Tathiana Garbin | 4           | 4           |  |  | 2/WC         | Lilia Osterloh | 6            | 3            | 6            |  |
|  | 2/WC            | Lilia Osterloh  | Lilia Osterloh  | 6           | 6           |  |  |              |                |              |              |              |  |